# Armatocereus matucanensis
Armatocereus matucanensis ist eine Pflanzenart in der Gattung Armatocereus aus der Familie der Kakteengewächse (Cactaceae). Das Artepitheton matucanensis verweist auf das Vorkommen der Art nahe der peruanischen Stadt Matucana.

## Beschreibung
Armatocereus matucanensis wächst baumförmig, ist vor allem von der Basis aus verzweigt und erreicht Wuchshöhen von bis zu 6 Meter. Meist wird ein kräftiger Stamm ausgebildet. Die aufrechten, häufig Klumpen bildenden, graugrünen, bläulich getönten Triebe sind in 30 bis 50 Zentimeter lange Segmente mit einem Durchmesser von 7 bis 13 Zentimeter gegliedert. Es sind fünf bis acht durch seichte Furchen voneinander getrennte Rippen vorhanden. Die priemlichen, kantigen, abgeflachten und wenig verdrehten, braunen Dornen vergrauen später und besitzen eine dunklere Spitze. Die ein bis vier Mitteldornen weisen eine Länge von drei bis sieben Zentimeter auf. Die 8 bis 14 ausgebreiteten Randdornen sind 5 bis 15 Millimeter lang.
Die schmal trichterförmigen, weißen Blüten stehen waagerecht ab oder sind aufrecht. Sie sind bis zu 10 Zentimeter lang und weisen einen Durchmesser von 6 Zentimeter auf. Die eiförmigen Früchte sind grün. Sie sind 8 bis 13 Zentimeter lang.

## Verbreitung, Systematik und Gefährdung
Armatocereus matucanensis ist in Ecuador in der Provinz Loja sowie der peruanischen Region Lima verbreitet.
Die Erstbeschreibung erfolgte 1938 durch Arthur William Hill. Ein nomenklatorisches Synonym ist Lemaireocereus matucanensis (Backeb. ex A.W.Hill) W.T.Marshall (1941).
In der Roten Liste gefährdeter Arten der IUCN wird die Art als „Least Concern (LC)“, d. h. als nicht gefährdet geführt.

## Nachweise